# The Hunger of the Blood
The Hunger of the Blood è un film muto del 1921 diretto da Nate Watt. Sceneggiato da William E. Wing su un soggetto di William C. Beal, il film - di genere western - aveva come interpreti Franklyn Farnum, Ethel Ritchie e la piccola Baby Jean O'Rourke.

## Trama
Il capotribù Amek, prima di morire, affida al meticcio Maslun il segreto tribale, quello che nel Canyon dell'Uomo Morto si trova dell'oro. 
Dopo la sua morte, Maslun, in stato di trance, si mette in contatto con Amek che parla attraverso una bambina bianca, una trovatella adottata dal meticcio che l'ha chiamata Piccolo Cerbiatto. Amek incita Maslun a trovare l'oro per il bene della tribù.
Ma le attenzioni di Maslun per Margaret Kenyon, una ragazza che, secondo la legge dei bianchi, possiede il canyon dell'Uomo Morto, suscitano i sospetti della tribù. I guerrieri rapiscono Margaret, ma Maslun la salva. 
Piccolo Cerbiatto entra nuovamente in trance, restandone quasi uccisa, con Amek che rivela la posizione dell'oro.
Al canyon, Maslun viene attaccato dagli indiani, ma è salvato dall'intervento di alcuni cowboy. 
Si scopre, allora, che Maslun non è un meticcio, ma un bianco. Margaret gli dichiara il suo amore e l'oro viene equamente diviso tra lei e la tribù.

## Produzione
Il film fu prodotto dalla William N. Selig Productions e dalla Canyon Pictures Corporation.

## Distribuzione
Il copyright del film, richiesto dalla Canyon Pictures, fu registrato il 2 marzo 1921 con il numero LU16210.

Distribuito dall'Aywon, il film uscì nelle sale cinematografiche degli Stati Uniti nel marzo 1921.
Non si conoscono copie ancora esistenti della pellicola che viene considerata presumibilmente perduta.